# Bandits à Orgosolo
Pour plus de détails, voir Fiche technique et Distribution.
Bandits à Orgosolo (titre original : Banditi a Orgosolo) est un film italien réalisé par Vittorio De Seta sorti en 1961.

## Contexte
Le film, d'inspiration néo-réaliste, a été tourné dans le Supramonte (it), dans la province de Nuoro, en Sardaigne, et plus précisément dans le village et les environs d'Orgosolo, avec des bergers du lieu.
Le réalisateur, comme il l'indique en voix-off au début du film, souhaitait filmer la fierté des hommes et des femmes de la Barbagia : il s'intéresse au mythe du bandit sarde et cherche à comprendre quelle réalité il recouvre à partir de la narration d'un vol de bétail, courant à l'époque du tournage.
Le film a notamment été primé au Festival de Venise en 1962 comme meilleur premier film.

## Synopsis
Michele, un berger, doit fuir avec son petit frère, Peppedu, après avoir été accusé à tort d'un vol de cochons et du meurtre d'un carabinier. Défiant envers les représentants de l'autorité italienne, il ne souhaite ni s'innocenter ni se rendre. Il parcourt la montagne avec son troupeau, qu'il ne se résigne pas à abandonner.

## Fiche technique
- Titre : Banditi a Orgosolo
- Titre original : Banditi a Orgosolo
- Réalisation : Vittorio De Seta
- Assistante-réalisatrice : Vera Gherarducci
- Scénario : Vittorio de Seta et Vera Gherarducci
- Producteur : Vittorio De Seta
- Production et distribution : Titanus
- Sociéte de distribution  France : La Pagode
- Directeur de la photographie : Vittorio De Seta
- Cameraman : Luciano Tovoli
- Assistant opérateur : Marcello Gallinelli
- Montage : Jolanda Benvenuti
- Son : Fausto Ancillai, Nino Renda
- Musique : Valentino Bucchi, dirigée par Franco Ferrara
- Direction artistique :
- Costumes : Marilù Carteny
- Décor : Elio Balletti
- Pays d'origine : Italie
- Format : Noir et Blanc
- Genre : Drame
- Durée : 98 min.
- Langue : italien
- Présentation à la Mostra de Venise : 24 août 1961

Sortie nationale  Italie : 17 novembre 1961
- Sortie en France : 30 janvier 1963

## Distribution artistique
- Michele Cossu	: Michele Cossu
- Peppeddu Cuccu : Peppeddu Cossu
- Vittorina Pisano : Mintonia